# Pháo đài Lahore
Pháo đài Lahore có tên địa phương là Shahi Qila (Punjabi, Urdu: شاہی قلعہ) là một pháo đài nằm tại thành phố Lahore, Punjab, Pakistan. Công trình này nằm ở góc tây bắc của Bức tường thành bao quanh thành phố Lahore. Nó có hình thang và trải rộng trên diện tích 20 ha.
Cấu trúc cơ sở hiện tại của pháo đài được xây dựng trong triều đại Mogul của Hoàng đế Akbar giữa năm 1556-1605 và đã được thường xuyên nâng cấp trong các triều đại Mogul, Sikh và Anh. Nó có hai cửa, một được gọi là Cổng Alamgiri được xây dựng bởi hoàng đế Aurangzeb hướng ra Nhà thờ Hồi giáo Badshahi và Cổng Masjidi là cổng cũ của Bức tường thành của thành phố được xây dựng bởi hoàng đế Akbar. Hiện nay, cổng Alamgiri được sử dụng như là lối vào chính trong khi Masti bị đóng vĩnh viễn. Pháo đài thể hiện những truyền thống phong phú của kiến trúc Mogul. Một số địa danh nổi tiếng bên trong pháo đài bao gồm: Sheesh Mahal, cổng Alamgiri, Rạp Naulakha, và Nhà thờ Hồi giáo Moti Masjid. Năm 1981, pháo đài được công nhận là một Di sản thế giới của UNESCO cùng với Vườn Shalimar.
Khu gian hàng của Pakistan tại Expo 2010 được thiết kế như một bản sao của pháo đài.

## Lịch sử

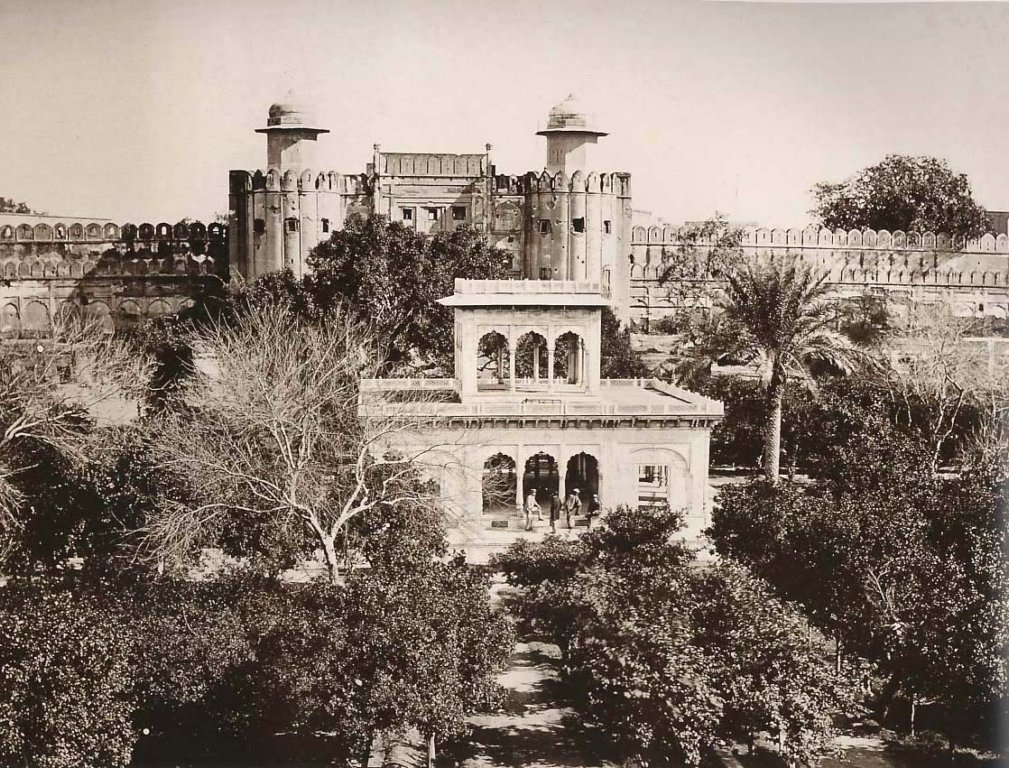
Một bức ảnh Pháo đài Lahore vào năm 1870.

Người ta không thể nói một cách chắc chắn Pháo đài Lahore ban đầu được xây dựng do ai, kể từ khi lịch sử về pháo đài này bị mất. Tuy nhiên, bằng chứng khảo cổ học được tìm thấy trong cuộc khai quật cho thấy dấu hiệu lớn rằng nó được xây dựng từ khoảng trước năm 1025. Đến năm 1241, những người Mông Cổ xâm chiếm và đã tàn phá pháo đài cho đến khi nó được xây dựng lại bởi Anushay Mirza Ghiyas ud din Balban vào năm 1267. Đến năm 1398, nó lại một lần nữa bị quân đội của Timur Lenk nhưng được xây dựng lại bằng bùn vào năm 1421 bởi Vua Shah Mubark Syed. Phải đến năm 1566, hoàng đế Akbar của Đế quốc Mogul đã cho xây pháo đài bằng nguyên liệu là gạch trên nền tảng trước đó của nó. Diện tích của nó đã được mở rộng về phía sông Ravi, mà vì đó mà cho đến khoảng năm 1849, con sông chảy dọc theo pháo đài ở phía bắc. Akbar cũng đã xây dựng Doulat Khana-e-Khas-o-Am, Jharoka-e-Darshan, Cổng Masjidi vv.. Sau đó, lần lượt trong các quãng thời gian tiếp theo, các công trình đã được xây dựng thêm như: Jehangir thêm Doulat Khana-e-Jehangir (1618); Shah Jahan xây dựng Shish Mahal (1631) và Khawabgah, Hamam, Khilwat Khana, Nhà thờ Hồi giáo Moti Masjid (1633), Diwan-e-Khas (1645); Aurangzeb xây dựng cổng Alamgiri (1674).